# Club Atlético y Biblioteca Pascanas
El Club Atlético y Biblioteca Pascanas, conocido como Atlético de Pascanas  o simplemente Atlético, es una entidad deportiva argentina, cuya actividad principal es el fútbol masculino. Fundado el 8 de junio de 1916 en la localidad de Pascanas, provincia de Córdoba. 
Forma parte de la Liga Regional de Fútbol Adrián Beccar Varela, a través de la que está indirectamente afiliado a la AFA, dónde es el máximo ganador de toda la historia con 18 campeonatos logrados.
Los colores que lo identifican son el blanco con vivos azules. 
Su estadio se encuentra ubicado en el este de la localidad y cuenta con una capacidad para 1700 espectadores.
Junto con Independiente protagoniza el clásico de Pascanas el cual domina el historial de enfrentamientos.

## Historia

### Fundación, estadio, equipo y nombre del club
El 8 de junio de 1916, un grupo de ciudadanos de Pascanas se reunieron con el objetivo de formar un club que se dedique al deporte, en especial a la práctica de fútbol. El hecho se dio en la casa de Pedro Acquesta.
La primera medida que tomó la comisión directiva fue mediante una nota a la Dirección de fomento del pueblo solicitar un permiso para utilizar la manzana N.°1 del pueblo para realizar sus actividades deportivas.
Su primer partido fue contra Olimpo en Laborde donde empató 1 a 1. El equipo estaba conformado por:
José María Román; Antonio Acuña, Ramón Agüero, Francisco Vaschetto y Domingo Porta; Camilo Bosco, Carlos Molony, Zoilo Vergara y Pedro Coria; Nicolás Porta y Justo Ingaramo.
Los suplentes eran: 
Antonio Silvano, Eugenio Zanetti, Manuel Sosa, Nicolás Giaroco, Atilio Stèfani y Miguel Bosco. 
El 11 de julio de 1916, se aprueba la propuesta de José María Román de nombrar a la institución Club Atlético River Plate de Pascanas. Sin embargo el 2 de junio de 1917 en una Asamblea General se decide denominar al club con el nombre de Atlético Pascanas. 
En 1927 se completa la denominación de la institución como: Club Atlético y Biblioteca Pascanas, nombre que lleva hasta el día de hoy.

### Escudo del club
En el año 1936, se realiza un concurso para seleccionar el escudo del club. Fue a través de la votación de los socios y fueron presentadas cuatro propuestas por los señores Otto Stiefel, Ottavio Stiefel, Felipe Marozzi, Ulrico y Raul Angelino siendo esta última la más votada siendo el escudo actual del club el cual nunca fue modificado.

### Sede Social
Se encuentra ubicada en el centro del pueblo de Pascanas, frente a la plaza y abrió sus puertas el 10 de diciembre de 1977.
Cuenta con dos plantas, sanitarios, cocina y confitería, secretaría y vitrina para trofeos.

### Títulos
En la Liga Regional de Fútbol Adrián Beccar Varela atesora 18 títulos siendo el máximo ganador, tras las consagraciones de 1961, 1975, 1979, 1980, 1982, 1985, 1989, 1995, 2002, 2004, 2007, 2008, 2010, 2012, Clausura 2013, Clausura 2017, Clausura 2019 y Clausura 2024. Antes de conseguir su primer título en La Beccar, se coronó tricampeón de la Liga Independiente de Chazón en los años 1950, 1951 y 1952.
En 1995/96 Atlético se consagró campeón del Torneo Interligas certamen en que compitieron todos los campeones de sus respectivas Ligas en el año. 
En el año 2019 se corona campeón de la Copa de Campeones, la cual la disputaron los equipos campeones de torneos anteriores.

## Instalaciones
- Sede Social.

- Predio de 22.000m²: cancha de fútbol, cancha de fútbol infantil, gimnasio, cancha de césped sintético, cancha de hockey, canchas de paddle, canchas de tenis, cancha de voley playero, canchas de bochas, pileta de natación, arboleda con asadores, mesas, bancos y juegos infantiles.

## Presidentes
| N.°  | Presidente                  | Mandatos    |
| ---- | --------------------------- | ----------- |
| 1.°  | José María Román            | 1916        |
| 2.°  | Ulrico Stiefel              | 1917 - 1918 |
| 3.°  | Humberto Parmiggiano        | 1919        |
| 4.°  | Orlando Stiefel             | 1920        |
| 5.°  | Juan Marengo                | 1921        |
| 6.°  | Calos Molony                | 1922        |
| 7.°  | Enrique González Albarracín | 1923        |
| 8.°  | Carlos Molony               | 1924 - 1925 |
| 9.°  | Miguel Bosco                | 1926 - 1927 |
| 10.° | Enrique González Albarracín | 1928 - 1930 |
| 11.° | José Soresi                 | 1931 - 1932 |
| 12.° | Otto Stiefel                | 1933 - 1942 |
| 13.° | Francisco Auzmendi          | 1943 - 1943 |
| 14.° | Cipriano Ascuaga            | 1944 - 1946 |
| 15.° | Mauricio Schechtman         | 1947 - 1948 |
| 16.° | Víctor Zanetti              | 1949 - 1952 |
| 17.° | Francisco Auzmendi          | 1953 - 1959 |
| 18.° | Emilio Accornero            | 1960 - 1961 |
| 19.° | Amalio Mottino              | 1962 - 1966 |
| 20.° | Enrique Sánchez             | 1967 - 1967 |
| 21.° | René Vidal                  | 1968 - 1980 |
| 22.° | Carlos Hallak               | 1981 - 1983 |
| 23.° | Enrique Accornero           | 1984 - 1990 |
| 24.° | Edgardo Leona               | 1991 - 1992 |
| 25.° | Albino Ygarzabal            | 1993 - 1993 |
| 26.° | Alberto Domínguez           | 1994 - 1994 |
| 27.° | Elso Ricagni                | 1995 - 1996 |
| 28.° | Félix Romero                | 1997 - 1999 |
| 29.° | Rafael Pedreira             | 2000 - 2000 |
| 30.° | Omar Andrada                | 2001 - 2004 |
| 31.° | Sergio Hidalgo              | 2005 - 2005 |
| 32.° | Jorge Bomone                | 2006 - 2008 |
| 33.° | Daniel Riberi               | 2009 - 2009 |
| 34.° | Mario Porta                 | 2010 - 2010 |
| 35.° | Javier Ricagni              | 2011 - 2012 |
| 36.° | Jorge Bolondi               | 2013 - 2014 |
| 37.° | Mario Zumel                 | 2015 - 2016 |
| 38.° | David Pirchio               | 2017 - 2020 |
| 39.° | Gerardo Sasso               | 2021 - act  |

## Palmarés
| Torneos Provinciales                                | Torneos Provinciales | Torneos Provinciales                  |
| Competición                                         | Títulos | Subcampeonatos                        |
| --------------------------------------------------- | --- | ------------------------------------- |
| Provincial (1/1)                                    | 1995/96 | 2022                                  |
| Copa de Campeones (1/0)                             | 2019 |                                       |
| Torneos Regionales                                  | |                                       |
| Competición                                         | Títulos | Subcampeonatos                        |
| Liga Regional de Fútbol Adrián Beccar Varela (18/5) | 1961, 1975, 1979, 1980, 1982, 1985, 1989, 1995, 2002, 2004, 2007, 2008, 2010, 2012, Clausura 2013, Clausura 2017, Clausura 2018, Clausura 2024. (Récord) | 1963, 1986, 1998, 2001, Clausura 2023 |